# Saison 16 d'Alice Nevers : Le juge est une femme
Chronologie
Saison 15 Saison 17
Cet article présente les épisodes de la seizième saison de la série télévisée Alice Nevers : Le juge est une femme.

## Distribution
- Marine Delterme : Alice Nevers, juge d'instruction
- Jean-Michel Tinivelli : Commandant Fred Marquand
- Guillaume Carcaud : Victor Lemonnier, greffier
- Gary Mihaileanu : Lieutenant Djbril Kadiri
- Loïc Legendre : Jérôme Ravalec, médecin légiste

## Liste des épisodes

### Épisode 1:La Loi du silence
- France : 17 mai 2018 sur TF1
- Belgique : 28 avril 2018 sur La Une

- France : 5,93 millions de téléspectateurs (25,9 % de part de marché)[1] (première diffusion)

### Épisode 2:50 jourspour mourir
- France : 17 mai 2018 sur TF1
- Belgique : 28 avril 2018 sur La Une

- France : 4,94 millions de téléspectateurs (26,6 % de part de marché)[1] (première diffusion)

### Épisode 3:Irréparable
- France : 24 mai 2018 sur TF1
- Belgique : 5 mai 2018 sur La Une

- France : 5,48 millions de téléspectateurs (24,5 % de part de marché)[2] (première diffusion)

- Juliette Arnaud (Corine Fouché)
- Sabrina Seyvecou (Mad Jovic)
- Annabelle Hettmann (Alexandra)
- Jean-Charles Dumay (Yanis Jandot)
- Thomas Goldberg (Mattéo Jovic)
- Victor Letzkus-Corneille (Dan Fouché)
- Juliette Galoisy (Luce)
- Avec la participation spéciale de Loup-Denis Élion dans le rôle de Joël Blazio

### Épisode 4:Mise à mort
- France : 24 mai 2018 sur TF1
- Belgique : 5 mai 2018 sur La Une

- France : 4,54 millions de téléspectateurs (24,1 % de part de marché)[2] (première diffusion)

### Épisode 5:Désir fatal
- France : 31 mai 2018 sur TF1
- Belgique : 19 mai 2018 sur La Une

- France : 5,33 millions de téléspectateurs (23,4 % de part de marché)[3] (première diffusion)

Linda Hardy : Hélène Rozan
Christelle Reboul : ?

### Épisode 6:Livraison mortelle
- France : 30 mai 2018 sur TF1
- Belgique : 19 mai 2018 sur La Une

- France : 4,31 millions de téléspectateurs (22,7 % de part de marché)[3] (première diffusion)

### Épisode 7:Mères en colère
- France : 7 juin 2018 sur TF1
- Belgique : 26 mai 2018 sur La Une

- France : 4,92 millions de téléspectateurs (22,2 % de part de marché)[4] (première diffusion)

### Épisode 8:La Corde sensible
- France : 7 juin 2018 sur TF1
- Belgique : 26 mai 2018 sur La Une

- France : 4,31 millions de téléspectateurs (22,3 % de part de marché)[4] (première diffusion)

### Épisode 9:Dans la peau
- France : 14 juin 2018 sur TF1
- Belgique : 9 juin 2018 sur La Une

- France : 5,31 millions de téléspectateurs (22,9 % de part de marché)[5] (première diffusion)

### Épisode 10:La Revenante
- France : 14 juin 2018 sur TF1
- Belgique : 9 juin 2018 sur La Une

- France : 4,64 millions de téléspectateurs (24,6 % de part de marché)[5] (première diffusion)